# Progreso evolutivo
El progreso evolutivo expone la forma en que las organizaciones experimentan el progreso evolutivo, sobre la base de la realización de constantes y diferentes ensayos para identificar qué es lo que funciona, así como también, otra de las características es la realización de cambios que se llevan poco a poco a diferencia de las oportunidades intrépidas.
Por eso a través de este modelo evolutivo existe una gran relación con la teoría de Darwin, mencionado como patrón que las especies no fueron creadas de una manera específica para sus fines, sino más bien las especies fueron evolucionando y en torno a ello adaptándose para sobrevivir en el ambiente que les rodeaba.
Así mismo, estableciendo el proceso de variación como ejemplo de las especies que tienen mayor posibilidad de ubicarse en un entorno favorable, y las especies que son seleccionadas para adaptarse y sobrevivir al mundo exterior o bien, no saber adaptarse y morir.
Por tal motivo, las compañías deben adaptarse, evolucionar, experimentar, aprender de sus errores y de esa forma saber enfrentar las dificultades que trae consigo la selección y elaboración de nuevas propuestas o proyectos, estimulando el progreso para encarar a la competencia, y sobrevivir a los nuevos cambios que traiga el futuro y sobre la base de ello definir el objetivo y lograrlo (“oportunismo planificado”).

## Pasos para estimular el progreso evolutivo
- Ensayarlo y pronto. Este punto se refiere a la elaboración de acciones que me lleven a crear una variación y poder aumentar mi desempeño, es decir, cuando se encuentre una falla hacer algo al respecto, si no funciona probar con algo nuevo, cambiar, ensayar, experimentar distintas cosas, incluso aunque no se sepa con exactitud el resultado que se vaya a obtener. “Pase lo que pase, no quedarse quietos”.[3][2]

- Aceptar que se van a cometer errores. Este elemento menciona que no existe un resultado certero para lo que va a ocurrir, por tal motivo se deben tolerar los errores y los fallos, ya que son parte fundamental del proceso evolutivo. Lo que se puede llevar a cabo en este punto es la identificación del problema y eliminarlo o bien, tratar de arreglarlo, y si no se consigue, por lo menos se aprendió en base al fracaso. “Una compañía visionaria tolera los errores, pero no los pecados, esto es, las violaciones de la ideología central”[3][2]

- Dar pasos pequeños. Quiere decir, que conforme la empresa vaya dando pequeños pasos va a tener menores probabilidades de equivocarse y lo va a realizar de una mejor manera. “Utilizar el poder de pequeños éxitos viables para influir en la estrategia global”.[3][2]

- Darle a la gente el espacio que necesita. Esta cuestión se enfoca a que la empresa necesita brindarles a sus empleados suficiente espacio libre, con el fin de que se sientan más cómodos y motivados para realizar un mejor desempeño en la organización. “Cuando se les da a los empleados suficiente espacio para actuar, nunca se sabe qué van a hacer… y eso es bueno.”[3][4]

- Mecanismos – construir relojes que anden. Este punto se encarga de juntar los cuatro elementos anteriores y sobre la base de ello estimular el progreso evolutivo. “Se necesita instaurar mecanismos que sigan estimulando y reforzando la conducta evolutiva. ¡Relojes que anden!”[3][5]

## Zapatero a tus zapatos
Término que se refiere a que es más probable triunfar si se siguen pasos sistemáticos, encabezados por la razón, permaneciendo en una zona de confort en la cual la empresa escoja sus decisiones sobre la base de lo conocido.
Sin embargo en ocasiones las compañías visionarias tienen miedo a tomar nuevas decisiones, por lo que se basan en el instinto y la creencia de lograr los objetivos plasmados, teniendo siempre una ideología central fija como fundamento de toda la organización buscando la forma de preservarla para beneficiar en el desarrollo de la empresa, haciendo a un lado todos los obstáculos y realizando su propio camino evolutivo hacia el éxito.